# 美國海軍犯罪調查局
海軍犯罪調查局（英語：Naval Criminal Investigative Service），又譯海軍刑事調查局，是美國海軍部隸屬下的情報收集機構及反情報、反恐怖主義機構，同時也是美國的一個聯邦執法機關。其前身為海軍情報局（英語：Naval Investigative Service），二戰後由美國海軍情報局（ONI）建立之。
海軍犯罪調查局擁有2500名雇員，大約一半的雇員為平民情報調查人員。他們身受訓練，在全球各地執行任務。海軍犯罪調查局的特工也與美國其他執法機構合作執行國內的司法調查，他們也從刑偵專家那接受有關於取證、監視、偵查、計算機情報搜集、人身安全保護和測謊技術。

## 機構歷史

### 初期與大戰時期
海軍犯罪調查局最早可以追溯至1882年，由海軍部長威廉·亨利·杭特所簽署之海軍部292命令，而成立之海軍情報室。起初的任務為收集國外船隻特性與軍備、繪製國外河川、水域之海圖、防禦工事、工廠及造船廠。
在預期美國參與一次大戰，海軍情報室開始擴大從事間諜活動。

## 相關影視作品
1. 1992年電影《軍官與魔鬼》中，有關美國海軍情報局（美國海軍犯罪調查局前身）對美國海軍陸戰隊隊員的謀殺案調查是影片的核心。
2. 在電視劇集《執法悍將》中，美國海軍犯罪調查局也被多次提到。
3. 2003年，哥倫比亞廣播公司推出了電視劇集《重返犯罪現場》，這是《執法悍將》的衍生劇。在這部劇集中，美國海軍犯罪調查局成為了絕對的主角。

## 外部連結
- 美國海軍犯罪調查局 網站 （页面存档备份，存于）（英文）
- Google地圖上的美國海軍犯罪調查局總部鳥瞰照片 （页面存档备份，存于）